# WikyBlog
WikyBlog es un software para wikis bajo la licencia GPL que permite la creación de documentos de cualquier tipo. Está escrito en PHP y MySQL por Josh Schmidt.